# Estrato lúcido

Imagen histológica que muestra una sección de epidermis. Stratum lucidum etiquetado cerca del centro.

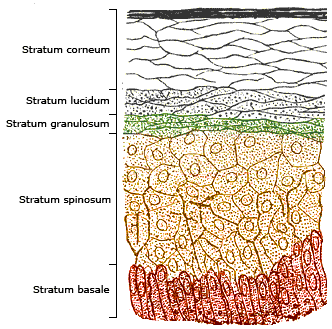
Sección de epidermis

El estrato lúcido o stratum lucidum (del latín, 'capa clara') es una capa delgada y clara de células muertas de la piel en la epidermis llamada así por su apariencia translúcida bajo el microscopio. 

## Características
La epidermis se divide para su estudio, en capas o estratos:
- Estrato córneo (Stratum corneum)

- Estrato lúcido (Stratum lucidum)

- Estrato granuloso (Stratum granulosum)
- Estrato espinoso (Stratum spinosum)
- Estrato basal (Stratum basale)

El estrato lúcido es fácilmente visible al microscopio óptico solo en áreas de piel gruesa, que se encuentran en las palmas de las manos y las plantas de los pies.
Ubicado entre las capas del estrato granuloso y el estrato córneo, se compone de tres a cinco capas de queratinocitos muertos y aplanados. Los queratinocitos del estrato lúcido no presentan límites definidos y están llenos de eleidina, una forma intermedia de queratina. Están rodeados por una sustancia aceitosa que es el resultado de la exocitosis de los cuerpos lamelares acumulados mientras los queratinocitos se desplazan por el estrato espinoso y el estrato granuloso.
El grosor del estrato lúcido está controlado por la tasa de mitosis (división) de las células epidérmicas. Los melanosomas en el estrato basal determinan la oscuridad del estrato lúcido.